# Lijst van weekdieren (soortnamen in het Nederlands)
Dit is een lijst van soorten weekdieren waarover een artikel bestaat.
Er is ook een lijst op wetenschappelijke soortnaam, zie: Lijst van Mollusca (wetenschappelijke soortnamen).
De officiële Nederlandse naamgeving van de meeste weekdieren uit de recente Belgische en Nederlandse fauna werd in 1994 gepubliceerd door De Bruyne, et al. (zie ook bronvermelding op de huidige pagina). De naamgeving op Wikipedia is conform deze publicatie.
Eigenlijk hebben de meeste weekdieren geen Nederlandse naam. Het gaat dan om soorten die niet in Nederland of België voorkomen maar ook om de meeste fossiele soorten die uit onze omgeving bekend zijn. Het is dus eigenlijk heel gewoon dat er soorten zonder Nederlandse naam bestaan en het is gekunsteld om daar een naam bij te verzinnen. Dat is bovendien onbegonnen werk. Vindt U dat soorten die op Wikipedia zonder Nederlandse naam staan er toch één verdienen, ga er dan niet hier één verzinnen. U kunt voor de gang van zaken informeren bij de Nederlandse Malacologische Vereniging.

## A
- Alikruik (Littorina littorea)
- Amerikaanse boormossel (Petricola pholadiformis)
- Ammoniet
- Aziatische korfmossel (Corbicula fluminea)

## B
- Barnsteenslak (Succinea putris)
- Bonte mantel (Mimachlamys varia)
- Brandend vuurtje (Dondice banyulensis)

## D
- Doopvontschelp (Tridacna gigas)
- Driehoekige parelmoerneut (Nucula nitidosa)
- Driehoeksmossel (Dreissena polymorpha)

## G
- Geaderde stekelhoren (Rapana venosa)
- Gekielde loofslak (Hygromia cinctella)
- Geruite rondmondhoren (Pomatias elegans)
- Gevlekte akkerslak (Deroceras reticulatum)
- Gewone oester (Ostrea edulis) Ook wel: "Platte oester"
- Gewone Paardenmossel (Modiolus modiolus)
- (Gewone) Schijfhoren (Planorbis planorbis)
- Gewone zeekat (Sepia officinalis)
- Gewone pijlinktvis (Loligo vulgaris)
- Glanzende tepelhoren (Euspira pulchella)
- Grijze tapijtschelp (Venerupis senescens)
- Grote aardslak of tijgerslak (Limax maximus)
- Grote barnsteenslak (Succinea putris) officiële Nederlandse naam: "Barnsteenslak"
- Grote mantel (Pecten maximus)
- Grote poelslak (Lymnaea stagnalis) officiële Nederlandse naam: "(Gewone) Poelslak"
- Grote sterslak (Hypselodoris picta)
- Grote strandschelp (Mactra corallina)
- Grote wegslak (Arion ater rufus) officiële Nederlandse naam: "(Gewone) Wegslak"

## H
- Halfgeknotte strandschelp (Spisula subtruncata)
- Hartschelpen (Cardiidae)

## I
- Inktvis

## J
- Jakobsmantel (Pecten jacobaeus)
- Japanse oester (Crassostrea gigas)

## K
- Kauri
- Kleine platschelp (Tellina pygmaea)
- Kokkel (Cerastoderma edule)
- Kolossale inktvis (Mesonychoteuthis hamiltoni)

## L
- Leverbotslak (Galba truncatula)

## M
- Melkwitte arkschelp (Striarca lactea)
- Messchede (Solen marginatus)
- Mossel (Mytilus edulis)

## N
- Naaktslakken
- Nautilus (Nautilus pompilius)
- Nonnetje (Macoma balthica)
- Noorse hartschelp (Laevicardium crassum)

## O
- Octopus
- Otterschelp (Lutraria lutraria)
- Ovale strandschelp (Spisula elliptica)

## P
- Paalworm (Teredo navalis)
- Pijlinktvissen (Teuthida)
- Platte oester (Ostrea edulis)
- Platte slijkgaper (Scrobicularia plana)
- Portugese oester (Crassostrea angulata)
- Posthorenslak (Planorbarius corneus) Ook wel: "Grote posthoren(slak)"
- Purperslak (Nucella lapillus)

## R
- Rechtsgestreepte platschelp (Tellina fabula)
- Reuzeninktvis (Architeuthis)

## S
- Schijfhoren (Planorbis planorbis) Ook wel: "Gewone schijfhoren", "Kleine posthoren" (of: "Kleine posthoorn")
- Segrijnslak (Helix aspersa)
- Sint-jakobsschelp zie: grote mantel (Pecten maximus) en jakobsmantel (Pecten jacobaeus)
- Spaanse danseres (Hexabranchus sanguineus)
- Strandgaper (Mya arenaria)

## T
- Tapijtschelp (Venerupis senegalensis)
- Toegeknepen korfmossel (Corbicula fluminalis)
- Tweetandschelpje (Mysella bidentata)

## V
- Vampierinktvis (Vampyroteuthis infernalis)
- Venusschelp (Chamelea striatula)

## W
- Wadslakje (Peringia ulvae)
- Wegslak (Arion ater rufus)
- Wijngaardslak (Helix pomatia)
- Wijde mantel (Aequipecten opercularis)
- Witgerande tuinslak (Cepaea hortensis)
- Witte boormossel (Barnea candida)
- Witte dunschaal (Abra alba)
- Wulk (Buccinum undatum)

## Z
- Zeekatten
- Zoetwatermossel
- Zwanemossel (Anodonta cygnea)